# Cycas micholitzii
Tuế lá xẻ hay Tuế lá chẻ (Tên khoa học: Cycas micholitzii) là một loài thực vật hạt trần trong họ Cycadaceae. Loài này được Dyer mô tả khoa học đầu tiên năm 1905. Loài cây này phân bố ở Việt Nam và Lào.